# Moria (jogo eletrônico)
Moria é um antigo jogo de computador, baseado em uma história de O Senhor dos Anéis. O objetivo do jogo é chegar ao fundo do labirinto de minas de Moria e matar o  Balrog. A versão original foi escrita por Robert Alan Koeneke na Universidade de Oklahoma depois de ter se viciado num jogo eletrônico denominado Rogue, mas que não podia ser executado no computador VAX 11/780 rodando VMS ao qual ele tinha acesso.